# Literaturpreis Ruhr
Der vom Regionalverband Ruhr gestiftete Literaturpreis Ruhrgebiet wird seit 1986 durch den in Gladbeck ansässigen Verein Literaturbüro Ruhr vergeben. Im Jahre 2006 erfolgte eine Namensänderung. Seitdem heißt die Auszeichnung Literaturpreis Ruhr.
Der Hauptpreis ist mit 15.000 Euro dotiert (Stand 2022) und wird für ein literarisches Werk vergeben, wobei ein thematischer Bezug zum Ruhrgebiet vorliegen oder die Autorin oder der Autor im Ruhrgebiet leben muss.
Der Förderpreis wird – ohne Altersbegrenzung – „an eine Nachwuchsautorin bzw. an einen Nachwuchsautor vergeben. Die Kandidatinnen und Kandidaten müssen im Ruhrgebiet leben.“ Die Dotierung beträgt 5000 Euro (Stand 2022).

## Preisträger
| Jahr | Hauptpreisträger                                                            | Förderpreisträger                                                                                        |
| 1986 | Liselotte Rauner                                                            | Walter Wehner – Erhard Schmied                                                                           |
| 1987 | Jürgen Lodemann                                                             | Brigitte Werner – Michael Lamprecht                                                                      |
| 1988 | Max von der Grün                                                            | Jo Micovich – Horst Hensel                                                                               |
| 1989 | Josef Reding                                                                | Sabine Wedemeyer-Schwiersch – Ruth Finkh                                                                 |
| 1990 | Ralf Thenior                                                                | Gisa M. Zigan – H.P. Karr und Walter Wehner                                                              |
| 1991 | Michael Klaus                                                               | Inge Meyer-Dietrich – Frantz Wittkamp                                                                    |
| 1992 | Hans Dieter Baroth                                                          | Inge Methfessel – Rudi Godau                                                                             |
| 1993 | Walter Kaufmann                                                             | nicht vergeben                                                                                           |
| 1994 | Peter Schmidt                                                               | Angelika Böckelmann – Uwe Depping                                                                        |
| 1995 | Inge Meyer-Dietrich                                                         | Ulla Diekneite – Thomas Brandt                                                                           |
| 1996 | Ralf Rothmann                                                               | Gudrun Güth – Ingo Biallas                                                                               |
| 1997 | Jürgen Banscherus                                                           | Monika Buschey – Rüdiger Schneider                                                                       |
| 1998 | Doris Meißner-Johannknecht                                                  | Nicole Frasa – Silvia Engelhardt                                                                         |
| 1999 | Barbara Köhler                                                              | Elke Heinemann                                                                                           |
| 2000 | H.P. Karr und Walter Wehner                                                 | Tanja Dückers – Laabs Kowalski                                                                           |
| 2001 | Brigitte Kronauer                                                           | Ursula Maria Wartmann – Dr. Stefan Albus                                                                 |
| 2002 | Hugo Ernst Käufer                                                           | Angelika Böckelmann – Christine Zina                                                                     |
| 2003 | Frank Goosen                                                                | Daniel Klaus – Daniel Twardowski                                                                         |
| 2004 | Andreas Kollender                                                           | Sascha Reh – Thomas Mersch / Tobias Königshausen                                                         |
| 2005 | Marion Poschmann                                                            | Burkhard Wetekam – Simon Urban                                                                           |
| 2006 | Jörg Juretzka                                                               | Marion Wedegärtner – Christian Westheide                                                                 |
| 2007 | Nicolas Born und Katharina Born                                             | Brigitte Werner – Christina Müller-Gutowski                                                              |
| 2008 | Werner Streletz                                                             | Mario Jewanski – Sascha Reh                                                                              |
| 2009 | Judith Kuckart                                                              | Mirko Kussin – Reinhard Strüven                                                                          |
| 2010 | Norbert Wehr                                                                | Enis Maci, Regina Bollinger, Sabine Raml, Thema: Babylon Ruhr                                            |
| 2011 | Fritz Eckenga                                                               | Christina J. Leicht, Florian Szigat, Thema: Keine Kohle                                                  |
| 2012 | Harald Hartung                                                              | Nadine d’Arachart mit Sarah Wedler, Alexandra Trudslev, Thema: Ganz schön schräg – eine Liebe            |
| 2013 | Karl-Heinz Gajewsky                                                         | Marion Gay, Ingo Knosowski, Thema: Hotelgeschichten                                                      |
| 2014 | Marianne Brentzel                                                           | Merle Wolke, Frauke Angel, Rotary Club Essen-Förderpreis: Sarah Meyer-Dietrich, Thema: Schauplatz Museum |
| 2015 | Sascha Reh                                                                  | Britta Heidemann, Robin Berg                                                                             |
| 2016 | Jürgen Brôcan                                                               | Sabine Vieweg, Verena von Plüskow, Martin Kasch                                                          |
| 2017 | Lütfiye Güzel                                                               | Doris Konradi, Sascha Pranschke                                                                          |
| 2018 | Elke Heinemann                                                              | Oliver Driesen, Ingrid Kaltenegger                                                                       |
| 2020 | Enis Maci                                                                   | Anne Becker                                                                                              |
| 2021 | Mithu M. Sanyal                                                             | Esra Canpalat                                                                                            |
| 2022 | Annika Büsing                                                               | Murat Kayi                                                                                               |
| 2023 | Lina Atfah, zus. mit den Übersetzern Brigitte Oleschinski und Osman Yousufi | Julienne De Muirier                                                                                      |
| 2024 | Necati Öziri                                                                | Miedya Mahmod                                                                                            |